# Egon Jüttner

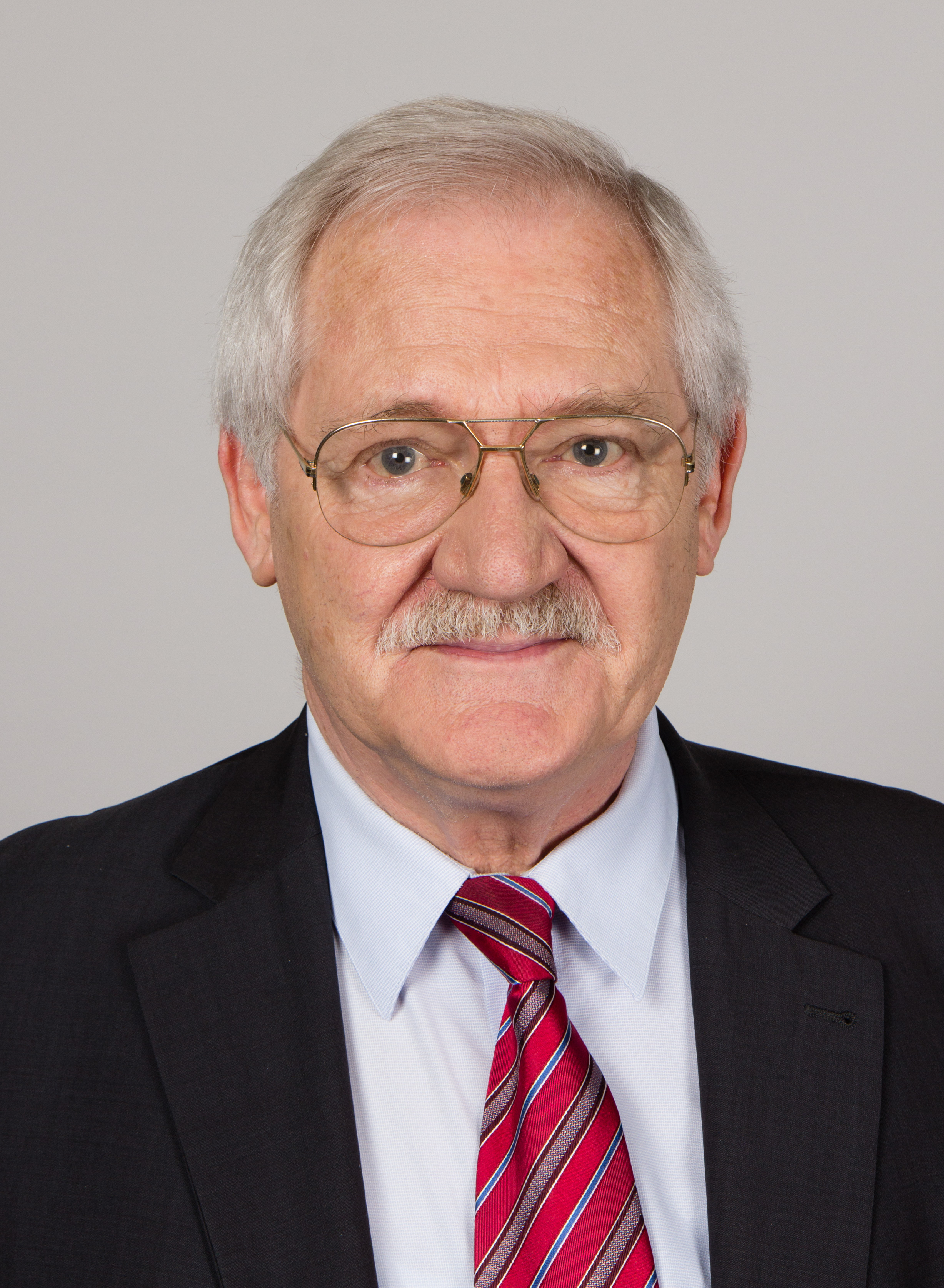
Egon Jüttner (2014)

Egon Jüttner (* 20. Mai 1942 in Gurschdorf, Landkreis Freiwaldau) ist ein deutscher Erziehungs- und Sozialwissenschaftler, Hochschullehrer und ehemaliger Politiker (CDU). Von 1990 bis 1998, von 2002 bis 2005 und von 2009 bis 2017 war er Mitglied des Deutschen Bundestages.

## Leben und Beruf
Jüttner wurde in Gurschdorf im Sudetenland (heute Skorošice in Tschechien) geboren, nach der Vertreibung besuchte er von 1948 bis 1952 die Volksschule im unterfränkischen Sulzdorf an der Lederhecke. Jüttner erlangte 1961 in Bad Königshofen das Abitur und studierte danach an der Universität des Saarlandes in Saarbrücken und der Freien Universität Berlin die Fächer Anglistik, Romanistik, Phonetik und Pädagogik. 1964 legte er die Dolmetscherprüfung für Schwedisch ab. 1964 bis 1965 war er Lehrbeauftragter für Schwedisch am Germanistischen Institut der Universität Saarbrücken. Von 1965 bis 1968 war er Forschungsstipendiat am Max-Planck-Institut für Bildungsforschung in Berlin und Referent für Schweden. Jüttner promovierte 1969 mit seiner Arbeit „Der Kampf um die schwedische Schulreform“ zum Dr. phil. ehe er von 1969 bis 1976 Lehrbeauftragter, wissenschaftlicher Assistent, akademischer Rat bzw. akademischer Oberrat an verschiedenen Hochschulen in Heidelberg, Mainz, Worms und Mannheim war. Von 1976 bis 2007 war Jüttner Professor an der Universität der Bundeswehr München im Fachbereich Pädagogische Propädeutik. Er ist katholisch und verheiratet mit Ursula geborene Keller, hat zwei Kinder und drei Enkelkinder und wohnt im Mannheimer Stadtteil Sandhofen.

## Politik
Als Student ist Jüttner nach eigen Angaben noch links eingestellt, kann aber bald mit Willy Brandts Ostpolitik nicht viel anfangen. 1972 tritt Jüttner in die CDU ein, wird 1980 Bezirksbeirat in Sandhofen. Im Jahr 1984 wurde er erstmals in den Gemeinderat von Mannheim gewählt, dem er mit Unterbrechungen mehrmals angehörte. Von 1990 bis 1998 war er Mitglied des Deutschen Bundestages. Nachdem er 1998 den Wiedereinzug knapp verfehlt hatte, rückte er gegen Ende der 14. Wahlperiode, am 6. August 2002, für den verstorbenen Dietmar Schlee nach und gehörte dann bis zur Bundestagswahl 2005 dem Bundestag an. Bei der Bundestagswahl 2009 schaffte er erneut den Einzug als Abgeordneter in den Deutschen Bundestag, ebenso 2013. Bei den Wahlen in den Jahren 1994, 2009 und 2013 konnte er das Direktmandat im Wahlkreis Mannheim jeweils direkt gewinnen. Er war zuletzt Mitglied des Auswärtigen Ausschusses und des Ausschusses für Menschenrechte und Humanitäre Hilfe und stellvertretender Vorsitzender des Unterausschusses Vereinte Nationen, Internationalisierung und Globalisierung. Jüttner war Mitglied der Parlamentarischen Versammlung der OSZE und der Europa-Union Parlamentariergruppe Deutscher Bundestag.
Im Frühling 2016 kündigte Jüttner an, im Herbst 2017 nicht zur Wahl des 19. Bundestages zu kandidieren. Sein Nachfolger im Wahlkreis war Nikolas Löbel, zu dem Jüttner ein eher distanziertes Verhältnis pflegte.
Von 1995 bis 2002 war Jüttner Vorsitzender des Mannheimer CDU-Kreisverbandes, seit 2002 Ehrenvorsitzender. Im Mai 2021 wurde bekannt, dass der Kreisvorstand seinem Ehrenvorsitzenden Jüttner wegen Weitergabe interner Informationen einen Verweis ausgesprochen hat und ihn aufgefordert hatte den Ehrenvorsitz abzugeben. Diesem kam Jüttner jedoch nicht nach. Der Vorgang liegt gegenwärtig beim Kreisparteigericht des Bezirksverbands Nordbaden in Mosbach, bei dem Verfahren wird Jüttner von Sven-Joachim Otto anwaltlich vertreten (Stand: Juni 2021). Im November 2023 wurde Jüttner – entgegen seinem eigenen Wunsch – von der CDU nicht mehr auf die Wahlliste der Kandidaten zur Kommunalwahl 2024 gesetzt. Im Frühjahr 2024 gibt Jüttner bekannt, dass er bei der Kommunalwahl am 9. Juni 2024 für die konkurrierende Wählervereinigung Mittelstand für Mannheim (MfM) antreten wird. Dort erreichte er das beste Ergebnis der Liste und wurde als Einzelstadtrat gewählt. Im November 2024 zog sich Jüttner – ohne an einer Sitzung des neu gewählten Gemeinderats teilgenommen zu haben und unter Androhung der Einbehaltung der Aufwandsentschädigung – aus gesundheitlichen Gründen aus dem Gemeinderat zurück.

## Sonstige Tätigkeiten
Jüttner war Mitglied des Beirats und von 2004 bis 2008 Vizepräsident der Deutsch-Arabischen Gesellschaft, er war Gründungsmitglied und von 1979 bis 1996 Präsident der Deutsch-Japanischen Gesellschaft Rhein-Neckar. Von 1975 bis 2016 war er Vorsitzender der gemeinnützigen Bürgervereinigung Mannheim-Sandhofen e. V. und seit 1998 Mitglied des Sudetendeutschen Rates.
Im Jahr 2013 begleitete er den im Rahmen der Aserbaidschan-Affäre stark kritisierten Eduard Lintner auf einer umstrittenen Reise nach Aserbaidschan.

## Veröffentlichungen
- Entwicklungen im schwedischen Bildungswesen1967/68, Egon Jüttner, Bildung und Erziehung, 21. Jg., Heft 4,Juli/August 1968
- Der Kampf um die schwedische Schulreform. Egon Jüttner, Berlin, Dissertationsdruck im Eigenverlag, 1970
- Schweden. Fakten, Analysen, Tendenzen des BIldungswesens, Egon Jüttner, München, Ehrenwirth, 1970
- Schulreform und Gesellschaft in Schweden 1940-1970, Egon Jüttner und Detlef Glowka, Klett, 1975